# Alfred Naccache
Alfred George Naccache (in arabo ألفرد جورج النقاش‎?, Alfred Jūrj al-Naqqāsh; 1887 – 1978) è stato un politico libanese,  Primo ministro e Presidente della Repubblica dal 9 aprile 1941 al 18 marzo 1943, nel corso del Mandato francese.
Ricopriva la carica di Primo Ministro quando fu nominato Capo dello Stato libanese dalle autorità francesi, dopo le dimissioni di Émile Eddé.
 L'interim fu assicurato dal libanese maronita Pierre-Georges Arlabosse per sei giorni (dal 4 al 9 aprile del 1941) prima che Naccache assumesse l'incarico, che terminò il 18 marzo del 1943.
Naccache era un cattolico maronita. A lui è stata dedicata una strada nella capitale libanese Beirut.